# فیتزروی دانکلی
فیتزروی دانکلی (انگلیسی: Fitzroy Dunkley؛ زادهٔ ۲۰ مهٔ ۱۹۹۳) یک دونده اهل جامائیکا است.
از افتخارات وی میتوان به کسب مدال نقره ۴۰۰×۴ متر امدادی در بازی‌های المپیک تابستانی ۲۰۱۶ اشاره کرد.